# Garencières
Garencières is een plaats en voormalige gemeente in het Franse departement Eure (regio Normandië) en telt 495 inwoners (1999). De plaats maakt deel uit van het arrondissement Évreux. Garencières is op 1 januari 2016 gefuseerd met Quessigny tot de gemeente La Baronnie. 

## Geografie
De oppervlakte van Garencières bedraagt 6,9 km², de bevolkingsdichtheid is 71,7 inwoners per km².
De onderstaande kaart toont de ligging van Garencières met de belangrijkste infrastructuur en aangrenzende gemeenten.

## Demografie
Onderstaande figuur toont het verloop van het inwonertal (bron: INSEE-tellingen).